# Маячка (Краматорський район)
Мая́чка (до 2016 року — Октя́брське) — село в Україні, у Черкаській селищній громаді Краматорського району Донецької області. Населення становить 95 осіб.

## Історія
13 травня 2014 року проросійські бойовики влаштували засідку на околицях села. Внаслідок нападу терористів на колону 95-ї аеромобільної бригади Збройних сил України загинули 6 десантників, 9 дістали поранення та контузії, а також один військовий загинув від отриманих поранень під час транспортування у гелікоптері до шпиталю.

## Населення

### Мова
Розподіл населення за рідною мовою за даними перепису 2001 року:
| Мова       | Кількість | Відсоток |
| ---------- | --------- | -------- |
| українська | 88        | 92.63%   |
| російська  | 7         | 7.37%    |
| Усього     | 95        | 100%     |

## Транспорт
Селом проходить автошлях місцевого значення:
- С051408 Олександрівка — Маячка (5,8 км; з'єднання з С051422)